# Szymon Szurmiej
Szymon Symcha Szurmiej (18 de junio de 1923 - 16 de julio de 2014) fue un actor, director y gerente general polaco del Teatro Judío Estatal Ester Rachel Kamińska e Ida Kamińska en Varsovia.
Desde julio de 2004, es ciudadano de honor de Varsovia. Miembro del Congreso Judío Mundial .

## Biografía
Szymon Szurmiej nació el 18 de junio de 1923 en Lutsk, Voivodato de Volhynian, hijo de padre polaco Jan Szurmiej y madre judía, Rebeka (Ryfka) de soltera Biterman. Szurmiej debutó como actor en 1951 en el Teatro Polaco de Breslavia. En 1969 se trasladó a Varsovia, donde se convirtió en director general del Teatro Judío. Szymon Szurmiej fue miembro y activista de diferentes organizaciones judías en Polonia y el mundo. 
En 2007, la escritora polaca Krystyna Gucewicz-Przybora escribió una biografía de Szurmiej. Szymon Szurmiej murió el 16 de julio de 2014 en Varsovia.

## Vida privada
Szymon Szurmiej era el jefe de una familia multigeneracional de actores. Su primera esposa fue una bailarina y coreógrafa rusa, Aida née Shashkin (1925-2005), a quien conoció en la Unión Soviética. Tuvieron dos hijos: Jan (nacido en 1946) y Helena (nacido en 1947). Este matrimonio terminó en divorcio después de unos años. Con su segunda esposa, Ewa (fallecida en 2016), tuvo una hija, Małgorzata (1951-2016), que se casó con Krzysztof Krauze . Este matrimonio de Szymon Szurmiej también terminó en divorcio. Su última esposa fue una actriz. del Teatro Judío , Gołda Tencer (nacida en 1949), con quien tuvo un hijo, Dawid (nacido en 1985). Sus nietos son los actores Joanna Szurmiej-Rzączyńska.(nacido en 1975) y Jakub Szurmiej.